# Эссен, Рейнгольд-Вильгельм Иванович
Рейнгольд-Вильгельм Иванович фон Эссен (нем. Reinhold Wilhelm von Essen; 1722—1788) — генерал-поручик русской императорской армии, обер-комендант Ревельской крепости.

## Биография
Родился 13 сентября 1722 года в семье эстляндского ландрата Клауса Густава фон Эссена (?—1740) и его второй жены, Лунетты фон Рор (?—1752).
Службу начал рейтаром в лейб-гвардии Конном полку, куда был определён 23 ноября 1738 года. В 1740 году он был назначен гофрейт-капралом, а в следующем году — ротным квартирмейстером и вице-вахмистром.
В 1742 году Эссен участвовал в походе против шведов и в том же году, в день коронования Елизаветы Петровны, был пожалован в корнеты. В 1749 году он был произведён в подпоручики, а в 1751 году — в поручики.
Расстроенное здоровье принудило Эссена оставить службу в Конном полку, и 18 декабря 1753 года он перевёлся подполковником в ревельский гарнизон, где через четыре года (6 марта 1757 года) был произведён в полковники.
Начавшаяся в 1758 году Семилетняя война заставила его принять участие в ней, и он был в делах при Цорндорфе, Пальциге и при городе Франкфурте, где был ранен в голову и правое плечо. 2 апреля 1762 года Эссен был произведён в генерал-майоры, а 1 января 1771 года пожалован генерал-поручиком и назначен командующим Эстляндской дивизией.
Во время русско-турецкой войны (1768—1774) командовал отрядом на Дунайском ТВД. В августе 1771 года предпринял неудачный штурм Журжи; 20 октября разбил турок при Бухаресте.
В начале 1776 года, по смерти Бенкендорфа, ему было предложено место ревельского обер-коменданта, которое он и занимал до самой своей смерти, последовавшей 6 января 1788 года.

## Награды
Эссен имел ордена св. Александра Невского и св. Георгия 4-й степени (№ 81 по кавалерскому списку Григоровича — Степанова), последний был пожалован ему 25 ноября 1770 года за выслугу лет.

## Семья

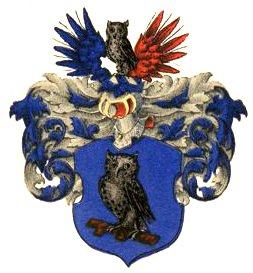
Герб рода фон Эссен,
Балтийский гербовник

Был женат дважды. 6 октября 1754 года женился на Анна Элеонора фон Засс (1734-1765). В браке родились дети:
- Генриэтта Анна Лунетта (1755—1811) — жена статского советника, Виленского вице-губернатора, Вольдемара фон Багговута (?—1818).
- Георг Густав (1756—1822) — майор. Был женат первым браком на Августе Шарлотте баронессе фон Ферзен (1761—1781); вторым - на Юлиане Маргарете фон Ульрих.
- Вильгельмина Доротея (1758—?)
- Отто Вильгельм (1761—1834) — Эстляндский губернатор.
- Фредерика Доротея (1763—1790) —  жена драматурга Августа фон Коцебу (1791—1819).
- Александр Райнхольд (1764—1838) — майор. Был женат на Юлиане Елизавете фон Ярмерштедт (1768—1833).

20 июля 1770 года женился на Шарлотте Элеаноре фон Штернхельм (Stierhielm) (1748-1818), в браке с которой родилась дочь:
- Юлиана Вильгельмина Анна (1771—1840) — жена Готтарда Йоханна графа Мантойфеля (?—1805).